# Zadní projekce

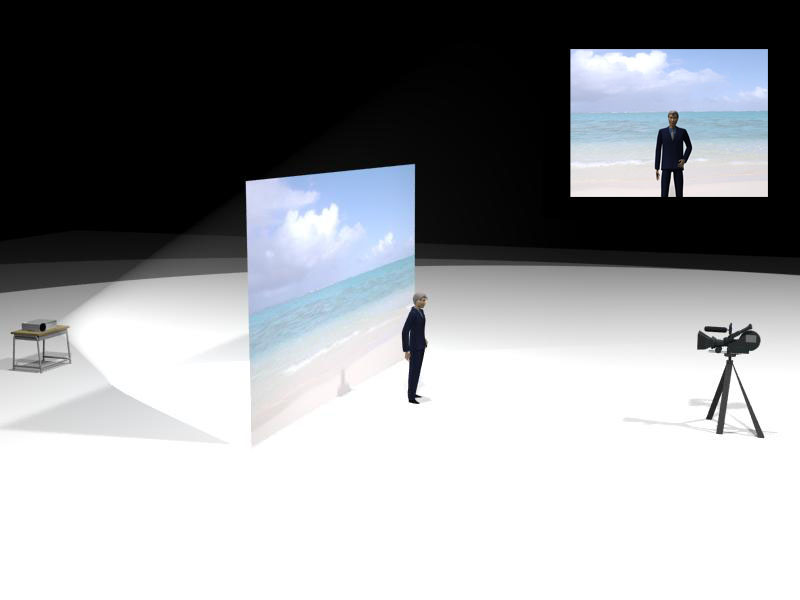
Princip zadní projekce

Zadní projekce (projekce na pozadí) je jednou z efektových filmových technik ve filmové produkci, při které se kombinuje akce v popředí s předem natočeným pozadím.

## Princip a využití
Při použití zadní projekce je projektor umístěn za plátnem, směrem ke kameře (divákovi). To znamená, že herec (nebo moderátor) může stát v přední části obrazu, aniž by byl oslepen projektorem nebo vrhal stíny na prezentované pozadí. Technické vybavení (projektor a pod.) se také skrývá za plátnem. Obraz plátnem prostupuje a je promítán skrze projekční plochu. Vzdálenost objektivu projektoru od plátna je závislá na zoomu projektoru a ploše plátna. U přední projekce se obraz od plátna odráží.
Zadní projekci lze využít v interiérech i exteriérech. Často se používá pro promítání reklam ve výlohách obchodů, při módních přehlídkách a podobných akcích či konferencích. Byla také mnoho let používána např. v jízdních scénách nebo k zobrazení jiných forem "vzdáleného" pohybu na pozadí.